# Blasco Mentor
Mentor Blasco Martel (Barcelona, 1919 - Solliès-Toucas, 2003) va ser un pintor català exiliat a França des del 1939. Va adoptar el nom artístic de Blasco Mentor.
Molt jove ingressa en la Reial Acadèmia de Belles Arts de Sant Jordi de Barcelona i ja llavors, en contra de les idees del seu pare, es trasllada a la ciutat, residint en ple centre amb el seu oncle, encara que sense abandonar els seus estudis. El 1933 i el 1934, rep la medalla d'Or de Belles Arts al costat de Pablo Picasso ; es tractava, en aquell moment, de la màxima distinció de l'àmbit artístic que atorgava la Generalitat de Catalunya.
Contínua amb la seva activitat i manté relació amb companys de la seva edat, o una mica més grans, arribant a compartir habitatge amb personatges coneguts com a Lluís Flotats, T. Parets o Sebastià Gasch (al carrer Balmes de Barcelona). Tots ells gaudeixen de moments de llibertat i creació en diverses disciplines.
Participà en les Exposicions de Primavera de Barcelona del 1936 i el 1937, al Saló de Montjuïc. Quan es produeix l'aixecament de les forces feixistes, tots els companys es comprometen amb la República i Mentor també. Es fa membre de les J.S.U (Joventuts Socialistes Unificades) i, entre altres nombroses activitats, passa a formar part del Secretariat de Propaganda.
En aquells moments ja van ser editats diversos cartells de propaganda de la federació de Barcelona dissenyats per ell. Mentor va assistir a congressos, assemblees i, posteriorment, cap als anys 1938-39, és sol·licitada la seva implicació en diferents sectors de la defensa de la ciutat i de la República.
Com tants altres republicans, va fugir i va haver d'exiliar-se França. Als pocs mesos s'iniciava la Segona Guerra Mundial. Novament s'involucra amb la situació i es compromet amb les seves idees. Cap a l'any 1943, pateix una malaltia pulmonar i és ingressat a l'Hospital de Brignoles ; allà coneix, a través d'una refugiada catalana, Irene Munté, la que seria la seva musa i companya la resta de la seva vida : Neus Pérez. Ella era també una refugiada compromesa amb la causa republicana. Una mica més gran que ell, Neus havia estat regidora d'acció social de Sant Feliu de Llobregat pel Partit Socialista Unificat (PSUC). Neus amb el seu afany protector, a més de la lògica afinitat ideològica i d'origen, inicia un idil·li amb Mentor que ja va ser per tota la vida.
Neus, resident al poblet de Solliès-Toucas amb un grup nombrós de dones i infants catalans refugiats, gestiona amb agricultors del lloc la possibilitat que Mentor presti serveis en cases de pagès dels voltants, evitant la seva probable deportació, ja que es trobaven a la França envaïda. Des del lloc que ocupaven i en contacte amb altres membres de la Resistència, sabotejaven l'enemic i aprovisionaven la resistència antifeixista.
En finalitzar la guerra, amb França ja alliberada, es traslladen a París i s'instal·len prop del Canal Saint-Martin, al carrer de la Grange aux Belles (a l'Impasse Chausson). És allà on Mentor reprèn veritablement la seva activitat artística professional, encara que després de la pèrdua de gairebé una dècada pels avatars socials del moment. El desembre de 1946 ja el trobem exposant a la galeria Altarriba de París.
El 1953, ja submergit plenament en l'activitat artística obté, a París, el Premi de Dibuix de la Crítica pel conjunt de la seva obra i, el 1966, el dels Peintres Témoins de leur Temps (pintors testimonis del seu temps). També rep nombrosos premis de la crítica parisenca, del municipi de Montrouge i, fins i tot, el 1968, se li encarrega un mural de més de 400 m2 per a la Maison du Peuple de la ciutat industrial de La Courneuve, a la Banlieue est de la capital francesa. El títol d'aquesta obra és La Conquête du Bonheur (la conquesta de la felicitat). El mateix any, ja fora de concurs, va tornar a rebre el premi de la crítica de manera unànime.
El 1974 és elegit per a l'exposició internacional Arcurial i aquell mateix any rep el segell Ambrogino d'oro de Milà. El 1976 li atorguen el segell de la ciutat de Milà pel fresc més gran d'Europa, realitzat al Palazzo di Castiglione, de la Unione del Commercio e del Turismo de la ciutat italiana.
A partir d'aquell moment, Mentor és presentat a tot el món. Les seves obres s'exposen en diversos museus europeus, especialment a França, Itàlia, Costa d'Ivori, Els Estats Units, el Japó i l'antiga República Democràtica Alemanya.
Respecte a la crítica, l'artista sempre estarà protegit pels especialistes més importants del moment, com George Besson, Pedro Descarreguis, Waldemar George, Jean Rollin, Rayman Cogniac, Jean-Paul Crespelle, Maurice Tossart o Raimon Charmet. També és nomenat cavaller de l'Ordre de les Arts i les Lletres (condecoració honorífica atorgada pel Ministeri de Cultura de França).
Encara que Mentor va elegir França per viure i treballar, mai no va oblidar la seva Catalunya natal. Ja en els anys seixanta rep proposicions del règim franquista per tornar a Espanya, però tant ell, com altres artistes, no les van acceptar, a pesar que el seu desig de veure Espanya alliberada del franquisme. El conjunt de la seva obra fa menció contínua dels costums i tradicions del seu país d'origen. Així ho certifiquen les seves formes, el sentit de l'humor, el barroquisme i els particulars colors de la tauromàquia.
La pintura de Mentor es podria definir com a monumental, suau, tràgica, rica, treballada, sempre humana. Tota ella reflecteix la seva felicitat i les seves preocupacions.
La dona és el tema central de la seva obra. El pintor i la model és una de les seves temàtiques més recurrents, però també altres passions de Mentor són la tauromàquia, el circ, el carnaval de Venècia, els ocells (sobretot els coloms), els músics i concertistes, tot un munt d'assumptes que han donat lloc a grans sèries pictòriques. També a través de la pràctica de l'escultura i el modelatge, Mentor va treballar en la seva impertorbable recerca d'una transició personal de la realitat.
Els últims anys de la seva vida van transcórrer de manera relaxada, quasi monacal, a la seva casa de Solliès-Toucas, dissenyada a partir d'un edifici preexistent per ell mateix, i totalment decorada amb les seves pintures, escultures i modelatges. Realment no es tracta d'un simple habitatge, s'assembla més a un museu, on podem seguir el recorregut de la vida i de l'estil de l'artista. El mateix Mentor va donar la casa i el fantàstic jardí que l'envolta al poble de Solliès-Toucas, que l'havia acollit i defensat en temps difícils. A la seva mort, la seva esposa Neus també va fer donació de la seva col·lecció d'obres de Mentor al poble que havia estat casa seva des de 1939.
El 1996, durant una de les seves visites a Costa d'Ivori, va sofrir un vessament cerebral. Malgrat això i després de mesos de recuperació, va tornar a dibuixar, encara que únicament amb la mà esquerra, ja que havia perdut la sensibilitat del costat dret del seu cos, a més de la facultat de parlar. Va morir a casa seva el 4 de maig del 2003.